# Escaladă la Jocurile Olimpice de vară din 2020
Probele sportive de escaladă la Jocurile Olimpice de vară din 2020 s-au desfășurat în perioada 3-6 august 2021 la Aomi Urban Sports Park din Tokyo, Japonia. La această disciplină au avut loc două probe: masculin și feminin.

## Medaliați
| Categorie        | Aur                                | Argint                                               | Bronz                          |
| Masculin Detalii | Alberto Ginés López · Spania (ESP) | Nathaniel Coleman · Statele Unite ale Americii (USA) | Jakob Schubert · Austria (AUT) |
| Feminin Detalii  | Janja Garnbret · Slovenia (SLO)    | Miho Nonaka · Japonia (JPN)                          | Akiyo Noguchi · Japonia (JPN)  |

## Clasament pe medalii
| Loc   | Țară                       | Aur | Argint | Bronz | Total |
| ----- | -------------------------- | --- | ------ | ----- | ----- |
| 1     | Slovenia                   | 1   | 0      | 0     | 1     |
| 1     | Spania                     | 1   | 0      | 0     | 1     |
| 3     | Japonia                    | 0   | 1      | 1     | 2     |
| 4     | Statele Unite ale Americii | 0   | 1      | 0     | 1     |
| 5     | Austria                    | 0   | 0      | 1     | 1     |
| Total | Total                      | 2   | 2      | 2     | 6     |